# Haselgebirge (Oberostalpin)

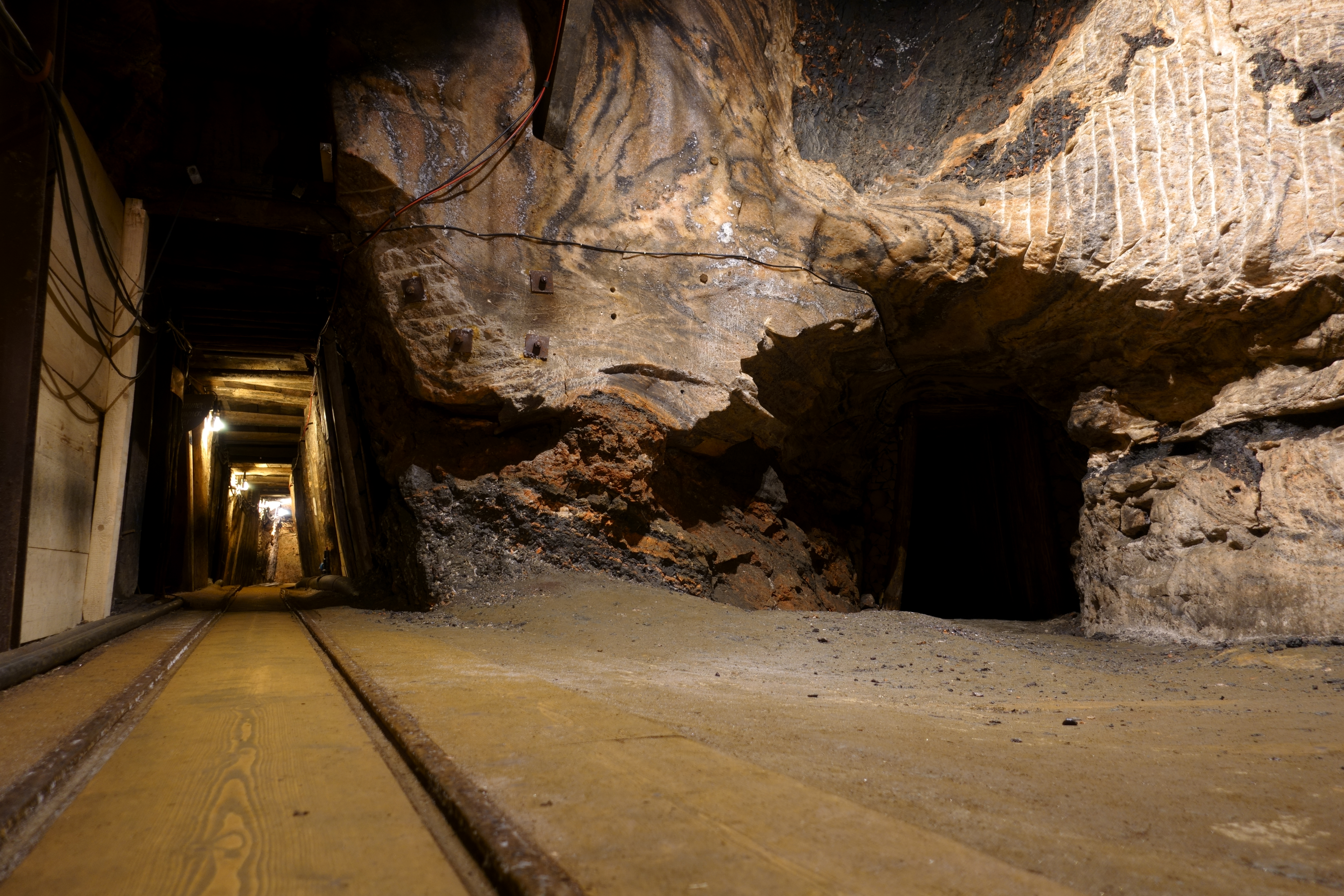
Stollen im Haselgebirge, Salzbergwerk Altaussee, Österreich

Das Haselgebirge, gelegentlich auch Haselgebirge-Formation oder Alpine Haselgebirge-Formation, ist eine evaporitische tektonostratigraphische Einheit des Oberostalpins. Die entsprechenden Sedimente wurden im ausgehenden Oberperm während der späten Dehnphase in einem Grabenbruch am Nordrand der westlichen Palaeotethys abgelagert. Die Alpine Haselgebirge-Formation ist das Typusvorkommen der ebenfalls als Haselgebirge bezeichneten Tektonofazies.

## Etymologie
Der Begriff Haselgebirge stammt aus der Sprache des Bergbaus und kann geschichtlich bis ins 16. Jahrhundert zurückverfolgt werden. Im Jahr 1598 wird er erstmals erwähnt. Der etymologische Ursprung von Hasel ist aber hierbei nicht geklärt.

## Erstbeschreibung
Das seit mehr als 3500 Jahren abgebaute Haselgebirge wurde im Jahr 1802 von Leopold von Buch wissenschaftlich beschrieben, jedoch stand der Begriff schon ab der Mitte des 18. Jahrhunderts bei anderen Geologen im Gebrauch, so bei Sterzinger im Jahr 1757.

## Geologischer Rahmen

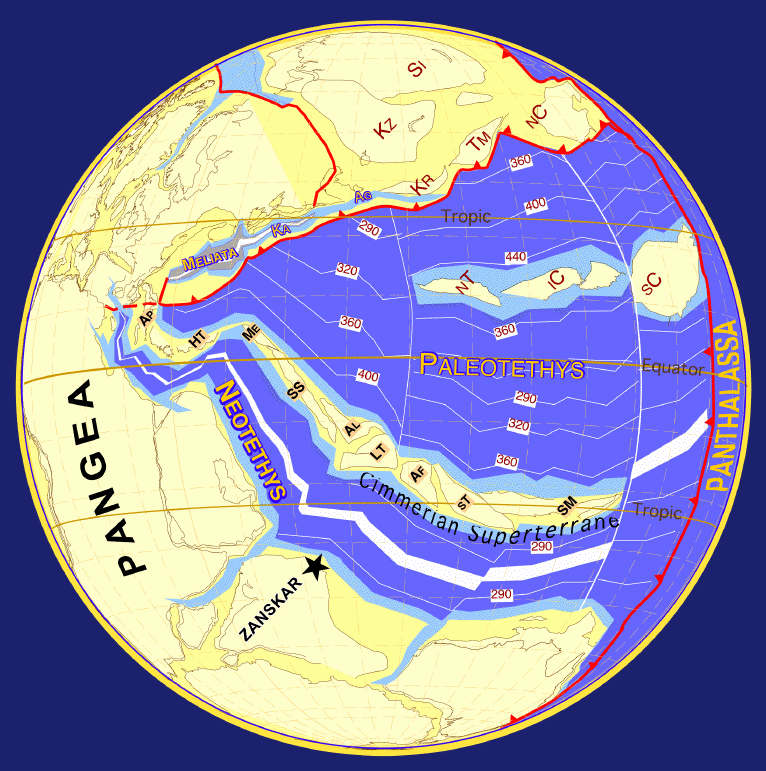
Plattentektonische Rekonstruktion des Tethysraumes um 249 Millionen Jahre BP. Das Haselgebirge wurde am nordwestlichen Rand des Meliata-Ozeans abgelagert.

Nach erfolgter Kontinentalkollision zwischen Gondwana und Laurussia während der variszischen Orogenese hatte sich gegen Ende des Karbons der Superkontinent Pangäa A gebildet. Im Verlauf des mittleren Perms wurde diese Konfiguration durch dextrale Scherung entlang einer rund 3.000 Kilometer langen Scherzone sodann zu Pangäa B abgewandelt.
Im Zeitraum 300 bis 250 Millionen Jahre unterlag der Alpenraum Dehnungskräften und es entstanden sedimentäre Einsenkungsbecken im Gebiet der West-, Ost- und Südalpen, aber auch im späteren Molasseraum. In den Becken akkumulierten klastische Formationen wie die Präbichl-Formation, die Gröden-Formation und das Haselgebirge mit einer Gesamtmächtigkeit von bis zu 1500 Meter (die Gröden-Formation wird im Hangenden sulfatisch).
Diese siliziklastischen Bildungen werden als Synrift-Ablagerungen auf dem variszischen Grundgebirge gedeutet, die sodann von einer marinen Inkursion mit den Evaporiten des Haselgebirges abgelöst wurden. Die Ablagerung des Haselgebirges dürfte einem Fortschreiten des Riftvorgang geschuldet sein, der sich 15 Millionen Jahre später zum Meliata-Ozean erweitern sollte. Zeitgleich mit dem Haselgebirge wurden an anderen Stellen der Alpen neben der obersten Gröden-Formation (mit Zopfstrom- und Playasedimenten) auch Verrucano und die flachmarine Bellerophon-Formation sedimentiert.
Gewöhnlich folgen über dem Haselgebirge die Werfen-Formation und die Reichenhall-Formation sowie im äußersten Westen der fluviatile Alpine Buntsandstein. Die Werfen-Formation ist das Ergebnis einer großräumigen Transgression eines Flachmeeres im Mittel- und Ostabschnitt der Alpen. In der Reichenhall-Formation wurden aufgrund einer anschließenden Regression in der Tethys im Anisium (zwischen 245 und 243 Millionen Jahre BP) erneut Evaporite gebildet, diese sollten aber nicht mit dem eigentlichen Haselgebirge des Oberperms verwechselt werden. Als Unterscheidungskriterium können neben Fossilien die Schwefelisotope herangezogen werden. So ist beispielsweise der Gehalt an δ34S mit + 25,3 ‰ CDT bei der Reichenhall-Formation gegenüber dem marinen Signal von + 11,6 ‰ CDT beim eigentlichen Haselgebirge deutlich erhöht. Die Reichenhall-Formation kann als Sabcha gedeutet werden, in der Rauwacken, Kollapsbrekzien und löchrige Dolomite gebildet wurden.

## Petrologie

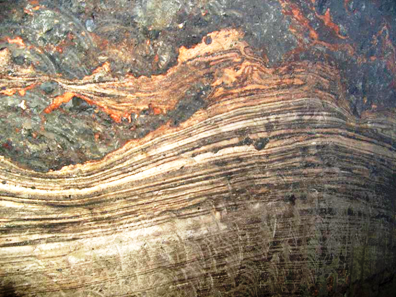
Dolomiteinschlüsse im Anhydrit – Salzbergwerk Berchtesgaden

Das Haselgebirge ist ein tektonisch bedingtes Zweikomponentengemisch, dessen Matrix aus rotem bis weißen Steinsalz, gewöhnlich 2 bis 3 Millimeter großem Halit, gebildet wird. Der Salzgehalt ist sehr variabel und kann zwischen 10 und 70 % betragen. Neben Halit finden sich auch Anhydrit (Muriazit), Gips, Polyhalit und akzessorischer Magnesit sowie seltene Minerale wie beispielsweise Blödit, Glauberit und Kieserit. Als autigene Mineralbildungen sind Quarz und Feldspat zu erwähnen.
In der Matrix schwimmen Nebengesteinseinschlüsse, vorwiegend Schiefertone und Tonsteine. Angetroffen werden auch Siltsteine, Sandsteine, Dolomite, Anhydritfragmente und sogar Magmatite (beispielsweise Intraplattenbasalt, Tuffe, Kissenbasalt, feinkörniger Gabbro, Syenit) sowie sehr seltene Metamorphite. Die Matrix ist stellenweise sehr stark verformt (bis hin zu Mylonit und Ultramylonit), aber auch die Nebengesteinseinschlüsse können vollständig brekziiert als Kataklasite vorliegen.

## Sedimentologie
Das Haselgebirge markiert in den Nördlichen Kalkalpen das Entstehen eines passiven Kontinentalrandes, an dessen randlichem Abhang es während des Oberperms in Assoziation mit den Sedimenten der Hallstatt-Gruppe sedimentiert worden war. Der Ablagerungsraum befand sich damals auf rund 10° nördlicher Breite und somit im tropischen, sommernassen Bereich. Ost-West ausgerichtete Gräben im Schelfrand wurden aus südöstlicher Richtung von der Tethys überflutet. Unter subtidalen bis supratidalen Bedingungen setzten sich zyklisch Sedimente ab, die ausgehend von siliziklastischen Ablagerungen an der Basis eine typische Eindampfungssequenz von Anhydrit bis hin zu Steinsalz aufweisen. Die Gräben wurden im Norden, Süden und Westen von Schwemmkegeln, Überschwemmungsebenen und Playas umringt, in denen die Sedimente der Präbichl-Formation, der Mitterberg-Formation und des Alpinen Verrucano zur Ablagerung kamen. Die marinen Eindampfungszyklen wurden gelegentlich durch kontinentalen Grundwasserzustrom mit klastischen Einschwemmungen unterbrochen.
Neuerdings wurden auch Sedimentgänge im Zentimeterbereich identifiziert, die auf Erdbebentätigkeit während der Sedimentation verweisen.

### Fazies
Folgende sedimentäre Fazies lassen sich für den Bereich des Rifts unterscheiden:
- eine vor der eigentlichen Salzabscheidung abgesetzte randliche siliziklastisch-evaporitische Fazies. Sie dokumentiert den Übergang von subaerischer bis flachmariner Red-Bed-Fazies zum evaporitischen Milieu.
- eine sulfatische Fazies. In ihr lassen sich bis zu 3 Meter mächtige Sedimentzyklen erkennen, die eine Abnahme der Wassertiefe in Richtung Hangendes dokumentieren. Übergang von Siltsteinen zu Knollen-, Mosaik- und Schichtanhydrit, im Hangenden Auftreten von Polyhalitlagen.
- eine halitische Fazies. Sie überlagert die sulfatische Fazies gewöhnlich mit tektonischem Kontakt.
- eine sulfatisch-karbonatische Fazies während der Untertrias (Reichenhall-Formation).

## Tektonik
Im Verlauf der alpinen Orogenese (Ausbildung eines relativ dünnhäutigen Falten- und Überschiebungsgürtels und Kontinentalkollision im Priabonium um 35 Millionen Jahren BP) wurde das Haselgebirge extrem stark deformiert. Dies äußert sich in einer deutlichen Foliation und Lineation im Halit sowie anhand anderer Strukturelemente wie Isoklinal- und Taschenfalten. Der Schersinn kann anhand von diesen Strukturen und anderen Indikatoren gewöhnlich rekonstruiert werden. Die plastische Deformation wurde von Korngrenzenwanderung, Unterkornrotation und ausgiebiger Rekristallisation des Halits begleitet, der sich auch in Zerrbereichen der zerklüfteten und zerrütteten Nebengesteinseinschlüsse abschied. Weiße Fasern aus Halit in Zerrklüften sowie Harnischstriemen an Verwerfungen dokumentieren die jüngeren Bewegungen. Allgemein kann beobachtet werden, dass die Internstrukturen im Haselgebirge mit den umgebenden Großstrukturen konform sind, jedoch unterscheiden sich die einzelnen Vorkommen in ihrem jeweiligen strukturellen Aufbau deutlich voneinander.
Evaporite sind generell sehr inkompetente Gesteinskörper und so ist es nicht weiter verwunderlich, dass das Haselgebirge während der eoalpinen Deckenstapelung vor rund 95 Millionen Jahren BP (Cenomanium) als leicht verformbarer Gleithorizont fungierte und den starren, bis zu 3000 Meter mächtigen Kalkdecken ihr Vorrücken gen Norden erleichterte. Haselgebirge findet sich beispielsweise an der Sohle der juvavischen (vorwiegend) aber auch der tirolischen Decken. Es wird angenommen, dass die Salzkörper diapirartig von den Gleithorizonten aus gegen die Oberfläche empor gestiegen waren und dann während der abschließenden känozoischen Deformationsphase ihre jetzige Gestalt erhalten hatten.

## Metamorphose
Mit Beginn der Deckenstapelung und der einhergehenden Schließung des Meliata-Ozeans erlitt das Haselgebirge im Zeitraum 150 bis 90 Millionen Jahre BP (Malm bis Turonium) eine sehr schwache regionalmetamorphe Überprägung. Leitner und Kollegen (2012) schätzen, dass der Gesteinsverband hierbei auf 180 bis 240 °C aufgeheizt worden war.
Die aufgetretenen Drücke geben sie mit 2,5 bis 4,5 Megapascal an. Die Verformungsrate war mit 10−9 bis 10−10 s−1 sehr hoch.

## Alter
Die Haselgebirgs-Formation wurde im ausgehenden Oberperm während des Lopingiums abgesetzt. Ihr absolutes Alter beträgt 255 bis 251 Millionen Jahre BP, wobei ihr Liegendalter ungesichert ist. Die stratigraphische Obergrenze zur Werfen-Formation konnte jedoch gut mit 251 Millionen Jahren BP datiert werden. Dem Sekundärwachstum von Polyhalit im Verlauf der Diagenese wurde von Leitner und Kollegen ein Alter von 234/233 bis 210 Millionen Jahren BP (Ladinium bis Norium) zugewiesen.
Anhand palynologischer Untersuchungen konnte Klaus (1974) mittels Sporentaxa wie Nuskoisporites, Gigantosporites, Lueckisporites und Klausipollenites schaubergi ebenfalls ein oberpermisches Alter bestätigen.

## Vorkommen
Das Alpine Haselgebirge ist auf die Ostalpen beschränkt und tritt in einem knapp 400 Kilometer langen Band in den Nördlichen Kalkalpen auf – die bekannten Vorkommen erstrecken sich von Hall in Tirol bei Innsbruck bis nach Hinterbrühl bei Wien, konzentrieren sich aber vorwiegend zentral im Salzkammergut.
Die Vorkommen im Einzelnen (von West nach Ost):
- Salzbergwerk Halltal bei Hall in Tirol: Das Haselgebirge befindet sich an der Basis des Tirolikums; der Bergbau wurde 1967 eingestellt
- Salinen Reichenhall: Haselgebirge nur erbohrt, befindet sich an der Basis des Tirolikums
- Salzbergwerk Berchtesgaden: das älteste aktive Salzbergwerk Deutschlands
- Halleiner Salzberg: Der Abbau erfolgte bereits seit der Eisenzeit, wurde jedoch 1988 eingestellt
- Hallstätter Salzberg: In Hallstatt wurde bereits vor der Eisenzeit Salz abgebaut (Hallstattkultur).
- Ischler Salzberg bei Bad Ischl und Ausseer Salzberg bei Altaussee am Sandling: Größte Salzgewinnungsstätte Österreichs (Saline Ebensee)
- Gipsgrube Wienern am Grundlsee (Rigips), Fortsetzung der Ausserer Zone
- Hinterbrühl: Gips, an der Überschiebungsfront des Tirolikums